# Osamu Kitajima
Osamu Kitajima (喜多嶋修), também conhecido pelo pseudônimo de Justin Heathcliff, é um músico, produtor, compositor e multi‑instrumentista Japonês.

## História
Após estudar violão clássico e piano na infância, Kitajima foi membro da banda de seu primo Yūzō Kayama, chamada The Launchers, na década de 60. Após se formar pela Universidade de Keio, e já como um bem sucedido compositor de TV e jingles publicitários, mudou-se para o Reino Unido em 1971, onde viveu por 1 ano, lá teve contato com o folk britânico e o rock psicodélico. Inspirado particularmente pelos Beatles, Tyrannousaurus Rex e Syd Barrett, adotou o nome artístico de "Justin Heathcliff" (escolhido pela boa sonoridade em inglês) e lançou seu homônimo álbum. Lançado apenas no Japão, o álbum tornou-se altamente valorizado entre os círculos de colecionadores por seu bom-humor e melodicismo casual.
Após este álbum ele abandonou o pseudônimo e, em 1974, lançou seu álbum de estréia, Benzaiten (Island Records) usando seu próprio nome. O lado instrumental de música eletrônica do álbum é rico em melodias e se constitui como uma mistura de rock progressivo e música tradicional Japonesa. O álbum contou com a participação de Haruomi Hosono que utilizaou diversos equipamentos eletrônicos, como sintetizador, drum machine, bateria eletrônica, guitarras e baixo elétrico.
Em 1974, mudou-se para Los Angeles nos estados unidos, onde assinou um contrato com a Island Records. Mais tarde ele criou o estúdio East Quest Studios lá.
Em 1991 Kitajima lançou seu aclamado álbum "Behind the Light" nos EUA (Higher Octave Music), novamente sob o seu próprio nome. Nele, Kitajima misturou elementos do New Age com música tradicional Japonesa, por exemplo, usandos sons de koto e shakuhachi.
Desejando explorar o vasto mundo de dança e de música eletrônica, Kitajima começou uma colaboração com o instrumentista/compositor/produtor Chris Mancinelli. Durante o início da década de 1990, a equipe de produção iniciou uma parceria para produzir e organizar os álbuns de vários artistas no mercado Asiático pela Warner Bros, Sony Music, Toshiba-EMI e a Pony Canyon Records. Estes incluíram remixes para a Warner Bros, lançamento da Mari Henmi "Mon Cheri Mari" e altamente reverenciado re-mix do clássico de todos os tempos da música "Sukiyaki" pela lenda Japonesa Kyu Sakamoto pela Sony Music. Estas colaborações levaram a um contrato de gravação com a Virgin/CyberOctave e a ruptura do solo de lançamento de "Beyond the Circle". Os caras também encontraram tempo para criar Fabulous Breaker Boys techno/surf, que foi um #1 de vendas no Napster e em mp3.com. Após isso veio o projeto gravado por Miles Copeland, Ark21/mondorhythmica intitulado "Two Bridges Crossing". Esta música também foi destaque na aclamada série de compilações "Zen and the Art of Chilling".
Kitajima começou a receber ainda mais o interesse do Ocidente quando a faixa "You Know What I Mean" foi destaque na compilação Love, Peace & Poetry em 1999, e desde então tem sido reeditados em CD. Depois de lançar o álbum Kitajima continuou trabalhando usando seu próprio nome. Agora, associada mais intimamente com New Age e a música pop, ele atualmente reside e trabalha em Los Angeles.
Em 2000, fundou a East Quest Records, Inc., uma gravadora.
Em 2004, obteve um doutorado em musicoterapia.

## Vida pessoal
Casou-se com Yōko Naitō em 1970. Eles têm três filhos; uma de suas filhas, Mai Kitajima, é atriz.

## Discografia (selecção)
- Benzaiten (1974)
- California Roll album (1975)
- Osamu (1977)
- Masterless Samurai (1978)
- Dragon King (1979)
- The Source (1986)
- Sweet Chaos (1990)
- Mandala (1991)
- Behind the Light (1992)
- Beyond the Circle (1996)
- Breath of Jade (2001)
- Two Bridges Crossed (w/ Chris Mancinelli) (2004)
- The Sound of Angel (2004)
- Epitome (2009)
- Over the Brink (2013)